# آنجلو سیمادومو
آنجلو سیمادومو (انگلیسی: Angelo Cimadomo؛ زادهٔ ۱۱ مارس ۱۹۷۸) بازیکن فوتبال اهل ایتالیا است.
از باشگاه‌هایی که در آن بازی کرده‌است می‌توان به باشگاه فوتبال آسکولی و باشگاه فوتبال ناپولی اشاره کرد.